# Ufens cupuliformis
Ufens cupuliformis är en stekelart som beskrevs av Lin 1993. Ufens cupuliformis ingår i släktet Ufens och familjen hårstrimsteklar. Inga underarter finns listade i Catalogue of Life.